# Télomérisation (polymérisation)
Pour les articles homonymes, voir Télomérisation.
La télomérisation est une oligomérisation en chaîne dans laquelle une réaction de transfert de chaîne limite la taille de l'oligomère produit, appelé télomère. Elle est conduite en présence d'une grande quantité d'agent de transfert de chaîne, de sorte que les groupes terminaux du télomère sont essentiellement des fragments de l'agent de transfert de chaîne,. La télomérisation requiert un monomère insaturé. Elle peut conduire à des dimères, des trimères, etc. :
{\displaystyle n\mathrm {M+X{\text{--}}Y\rightarrow X{\text{--}}M} _{n}{\text{--}}\mathrm {Y\ avec} \ n=1,\ 2,\ 3,...10,...}
Monomère + Télogène {\displaystyle \mathrm {\rightarrow } } Télomère.
Exemple de la télomérisation du styrène, amorcée par la rupture homolytique de {\displaystyle \mathrm {B{\text{r}}{\text{--}}CCl_{3}} } :
{\displaystyle n\mathrm {Ph{\text{--}}CH{\text{=}}CH_{2}+B{\text{r}}{\text{--}}CCl_{3}\rightarrow B{\text{r}}{\text{--}}(PhCHCH_{2})} _{n}{\text{--}}\mathrm {CCl_{3}} }
Styrène + Bromotrichlorométhane {\displaystyle \mathrm {\rightarrow } } Télomère.
Exemple de réaction de transfert (limitante car arrêt de la croissance de la chaîne) :
{\displaystyle \mathrm {Y{\text{--}}A} _{n}{\text{--}}\mathrm {B} }• + {\displaystyle \mathrm {X{\text{--}}Y\rightarrow Y{\text{--}}A} _{n}{\text{--}}\mathrm {B{\text{--}}X+Y} }•
avec :
{\displaystyle \mathrm {Y{\text{--}}A} _{n}{\text{--}}\mathrm {B} }• : molécule portant une extrémité activée ;
{\displaystyle n=1,\ 2,\ 3,...10,...} ;
{\displaystyle \mathrm {X{\text{--}}Y} } : agent de transfert ;
{\displaystyle \mathrm {Y{\text{--}}A} _{n}{\text{--}}\mathrm {B{\text{--}}X} } : télomère portant les groupes terminaux {\displaystyle \mathrm {X} } et {\displaystyle \mathrm {Y} }.
Les fluorotélomères sont un autre exemple.